# Aitor Ocio
Aitor Ocio Carrión (Vitoria, Álava, 28 de noviembre de 1976) es un exfutbolista español. Jugaba de defensa y su último equipo fue el Athletic Club, de la Primera División de España.

## Trayectoria

### Aurrera y Athletic Club
Inició su carrera en el Colegio San Viator del barrio de Txagorritxu. Después se marchó al Aurrera de Vitoria, que tenía un acuerdo de colaboración con el Athletic Club. Con 19 años, en 1995, debutó en Segunda B con el equipo vitoriano. En 1998, tras tres temporadas en Segunda B, fichó por el Athletic Club. Sin embargo, fue cedido durante las siguientes temporadas para continuar con su formación; en la temporada 1998-99 fue cedido a la SD Eibar, en la campaña 1999-00 estuvo en el Albacete Balompié, ambos en Segunda División, mientras que en la temporada 2000-01 estuvo a préstamo en Osasuna en Primera División.
Jupp Heynckes le incorporó a la primera plantilla del Athletic Club de cara a la temporada 2001-02. El 29 de septiembre de 2001 debutó con el Athletic Club en La Rosaleda, en una victoria por 1-2, al sustituir a Julen Guerrero en el minuto 76. En dos temporadas en el club rojiblanco disputó treinta y siete encuentros, aunque no consiguió hacerse indiscutible en el puesto de central.

### Sevilla F. C
En julio de 2003 se incorporó libre al Sevilla FC, que dirigía Joaquín Caparrós, después de finalizar su contrato con el equipo bilbaíno. Sin embargo, su primera campaña en el club andaluz fue difícil, ya que sólo disputó tres partidos como titular debido al alto nivel de la pareja formada por Javi Navarro y Pablo Alfaro. En la temporada 2004-05 aumentó considerablemente su participación al ser titular en 24 ocasiones. En la campaña 2005-06 disputó 34 partidos y, además, logró el título de la Copa de la UEFA, si bien, en la final se quedó en el banquillo.
En la temporada 2006-2007 fue el segundo capitán del equipo hispalense por detrás de Javi Navarro. No pudo disputar por lesión la final de la Supercopa de Europa, en la que el Sevilla venció 3-0 al FC Barcelona. En su cuarta temporada en el club sevillista disputó 30 partidos, no obstante, estuvo en el banquillo en las finales de Copa de la UEFA y Copa del Rey. Después de cuatro temporadas y cuatro títulos cerró su etapa en el club hispalense.

### Athletic Club
En julio de 2007 regresó al Athletic a cambio de tres millones de euros, donde se reencontró con Joaquín Caparrós. En su vuelta al club bilbaíno disputó 30 partidos, consolidándose como central titular. En la siguiente temporada mantuvo su estatus de titular disputando 37 partidos, incluida la final de Copa perdida ante el FC Barcelona por 1-4. Sin embargo, en la temporada 2009-10 apenas pudo disputar 10 partidos en los primeros meses de competición, debido a una inoportuna lesión en su hombro derecho en octubre. En la temporada 2010-11 los problemas en el hombro continuaron y solamente jugó cinco partidos. A pesar de ello, el club renovó su contrato por una temporada más. Sin embargo, de cara a la temporada 2011-12, Marcelo Bielsa descartó al jugador que, además, estuvo de baja casi toda la temporada por una operación de cadera.
En la mañana del 14 de junio de 2012 se despedía en una rueda de prensa, entre lágrimas, del equipo en el que había militado siete temporadas.

## Clubes
- Actualizado el 6 de mayo de 2012.

| Club                       | País   | Año       | Partidos | Goles |
| -------------------------- | ------ | --------- | -------- | ----- |
| Aurrera de Vitoria         | España | 1994-1998 | 68       | 3     |
| Athletic Club              | España | 1998-2003 | 37       | 1     |
| SD Eibar (cedido)          | España | 1998-1999 | 30       | 0     |
| Albacete Balompié (cedido) | España | 1999-2000 | 37       | 0     |
| CA Osasuna (cedido)        | España | 2000-2001 | 16       | 0     |
| Sevilla FC                 | España | 2003-2007 | 99       | 4     |
| Athletic Club              | España | 2007-2012 | 82       | 1     |

## Palmarés

### Campeonatos nacionales
| Título       | Club       | País   | Año  |
| ------------ | ---------- | ------ | ---- |
| Copa del Rey | Sevilla FC | España | 2007 |

### Campeonatos internacionales
| Título              | Club       | País   | Año  |
| ------------------- | ---------- | ------ | ---- |
| Copa de la UEFA     | Sevilla FC | España | 2006 |
| Supercopa de Europa | Sevilla FC | España | 2006 |
| Copa de la UEFA     | Sevilla FC | España | 2007 |